# Džudo
Džudo (jap. 柔道; Jūdō), japanska borilačka vještina i olimpijski šport nastao kao skup probranih tehnika iz džiju-džicu.

## Povijest
Džiju-džicu je u Japanu bilo zajedničko ime za sve borilačke vještine (udaračke i hrvačke). Osnivač džuda – Jigoro Kano (1860. – 1938.), koji je savladao nekoliko stilova džiju-džicu, odlučio je uzeti ono najbolje od svakog stila i odbaciti nepotrebno. Jigoro Kano navršivši 18 godina počeo se baviti borilačkim vještinama. No brzo je shvatio da mu je napredak otežan činjenicom da je fizički bio jako slab i krhko građen. Naime, većina džiju-džicu stilova je uz tehniku zahtijevala i mnogo snage. Godine 1882. nakon što je stekao majstorski naslov u nekoliko stilova džiju-džicu, odlučio je razviti borilačku vještinu koja bi omogućavala slabijim osobama da pobijede mnogo veće protivnike.
Sa svojih 9 učenika osnovao je Institut Kōdōkan i razvijao ono iz čega će nastati džudo. Džudo potiče od dva japanska znaka Ju i Do, što bi se moglo prevesti kao Nježni put. Džudo je postao iznimno popularan već 1886. kada je policija grada Tokija organizirala turnir "Džudo Vs Džiju-džicu". Ukupno se održalo 15 mečeva, a džudaška ekipa uvjerljivo je pobijedila. Džudo je ubrzo postao dio japanskog školskog obrazovanja, a počeo se širiti i po cijelom svijetu. Džudo je ušao u program Olimpijskih igara na OI u Tokiju 1964. godine, i to samo za muškarce. Za žene je uveden tek na OI u Barceloni 1992.
Od siječnja 2017. na snazi su nova pravila, koje je Međunarodna džudo federacije (IJF) odredila za primjenu u novom olimpijskom ciklusu, radi pojednostavljenje istih, da budu što lakša za razumjeti, te da borbe budu što atraktivnije.

### Osnivanje Kodokana
U veljači 1882, Jigoro Kano je osnovao dođo za Ejšo-ji, u budističkom hramu u tadašnjem šintoističkom dijelu Tokija. Ijkubo, Kito-ryu instruktor koji je bio učitelj Jigoro Kana, dolazio je u dođo i tri dana tjedno pomogao u podučavanju. Iako je prošlo dvije godine prije nego što se hram mogao zvati imenom Kodokan (講道館, Kōdōkan, mjesto za razotkrivanje puta), a Kano još nije bio ni dobio svoju diplomu (Menkyo) u Kito-ryu, ovo se smatra osnivanjem Kodokan instituta.
Ejšo-ji dođo je bio relativno mali, sačinjen od dvanaest strunjača u prostoru za vježbanje. Kano je primao rezidentne i nerezidentne učenike. Prvih dvoje su bili Tomita Tsunejiro i Shiro Saygo. U kolovozu sljedeće godine, ovom paru su odobrena znanja shodan, prva koje su date u bilo kojoj borilačkoj veštini.
| #  | ime                           | mandat | mandat     |
| -- | ----------------------------- | ------ | ---------- |
| 1. | Jigoro Kano (1860. – 1938.)   | 1882.  | 1938.      |
| 2. | Jiro Nango(1876. – 1946.)     | 1938.  | 1946.      |
| 3. | Risei Kano(1900. – 1986.)     | 1946.  | 1980.      |
| 4. | Yukimitsu Kano(1938. – 2020.) | 1980.  | 2009.      |
| 5. | Haruki Uemora(r. 1951.)       | 2009.  | trenutačno |

Kodokan je danas središte svjetske zajednice džuda. Kodokan institut nudi obuku za one koji žele savladati džudo. Program je odobren kao izvanredna škola od tokijske metropolitanske vlade. Nastava u Kodokanu uključuju teorije i praksu džuda, te opće obrazovanje. Nastava je podijeljena u dva dijela: opća nastava za početnike i posebni tečajevi za one koji su završili opći tečaj ili njegov ekvivalent.

### Džudo vs Džiju-džicu
Središte Kanovog viđenja džuda su principi maksimum efikasnosti, minimalni napor i uzajamna dobrobit i korist. On je ilustrirao primjenu maksimalne efikasnosti, minimalnog napora s konceptom mekoće kojom se kontrolira tvrdoća. Izveo je zaključak da maksimum efikasnosti, minimalni napor, koji je inicijalno zamišljen kao džiju-džicu koncept, ima širu filozofsku primjenu. Šire primjene su oblikovale razvoj džuda od bujutsua (borilačke veštine) do budo-a (borilačkog pristupa). Kano je odbacio tehnike koje nisu bile u skladu s ovim principima i naglašavao važnost efikasnosti u izvršenju tehnika. On je bio uvjeren, da džiju-džicu dokle god bude u skladu s ovim idealima predstavljat će put ka samopoboljšanju i unaprijeđenju društva u cijelosti.
Kano je smatrao da je džiju-džicu nedovoljna za opisivanje njegove vještine: iako Jutsu (Džucu) znači umjetnost ili sredstvo, on podrazumijeva metodu koja se sastoji od kolekcije fizičkih tehnika. Prema tome, on je promijenio drugo slovo u Do (Put, način, staza) te se dobiva više filozofski kontekst nego 
Jutsu (Džucu), a ima zajedničko podrijetlo s kineskim konceptom Tao. Tako je Jigoro Kano promijenio naziv u džudo (柔道, Jūdō).

### Adapted judo
EJU je započela sa službenim razvojem adapted juda 2023. kada je održano test natjecanje u Venrayu u Nizozemskoj na kojem su usvojena pravila za adapted. Adapted judo nije nova grana džuda; u Europi se prakticirao 30-40 godina prije toga. Džudo je siguran sport sve dok su protivnici otprilike jednaki. Kako bi se osiguralo da su svi džudaši usklađeni prema svojim sposobnostima, provodi se klasifikacija natjecatelja procjenom njihovih motoričkih i judo sposobnosti, čime se osigurava sigurnost svih sudionika.
Međunarodna serija turnira u adapted judu pod nazivom EJU Get Together Tour pokrenuta je 2024. i prve godine imala je 4 turnira. Prvi turnir te serije održan je u Velikoj Gorici, drugi u Velikoj Britaniji, treći u Poljskoj i četvrti u Nizozemskoj. Turnir u Velikoj Gorici je bio prvi službeni međunarodni turnir u adapted judu u povijesti.

## Vježbanje džuda

### Stupnjevi
| Rang                               | Seniori | Juniori | Japanski naziv                                                       |
| 6. Kyū                             |         |         | Rokkyū (六級)                                                        |
| 5 Kyū 4. Kyū                       |         |         | Gokyū (五級) Yonkyū (四級)                                           |
| 3. Kyū 2. Kyū 1. Kyū               |         |         | Sankyū (三級) Nikyū (二級) Ikkyū (一級)                              |
| 1. Dan 2. Dan 3. Dan 4. Dan 5. Dan |         |         | Shodan (初段) Nidan (二段) Sandan (三段) Yondan (四段)} Godan (五段) |
| 6. Dan 7. Dan 8. Dan               | ili     |         | Rokudan (六段) Nanadan (七段) Hachidan (八段)                        |
| 9. Dan 10. Dan 11. Dan             | ili     |         | Kudan (九段) Jūdan (十段) juichidan                                  |

Džudoke su rangirani u skladu sa svojim znanjem i rezultatima postignutim u borbama. Prije nego što je Jigoro Kano stvorio džudo, učitelji su učenicima izdavali diplome (Menkyo) i svitke teksta koji su svjedočili o njihovom napretku. Kano je započeo moderni sustav, kada je 1883. dvojici svojih starijih učenika (Shiru Saigo i Tsunejiro Tomita) dodijelio status shodan. No, ni tada nije bilo razlike u izgledu između njih dvojice i ostalih učenika, jer tada Kano još nije bio izmislio džudogi pa su učenici trenirali u tradicionalnim kimonima. Postoji devet učeničkih (Kyu) i deset majstorskih (Dan) stupnjeva s pripadajućim obojanim pojasevima. Iako je najviši rang, 10. Dan, označen crvenom bojom pojasa, ponekad se majstori tog ranga odlučuju za bijeli pojas, čime naglašavaju životni ciklus i činjenicu da se uvijek nešto novo može naučiti bez obzira na sadašnje znanje.

### Oprema
Dvorana u kojoj se trenira judo zove se dođo. Prilikom ulaska u dođo potrebno je da se učenici poklone u znak poštovanja onog što se uči. Ljudi koji vježbaju džudo obično se nazivaju džudoke. Džudoke treniraju u specijalnoj vrsti kimona koja se zove džudogi (kimono). Da biste mogli da učvrstite kimono potrebno je da imate obi (pojas), čija boja odgovara džudokinom rangu. Godine 1907. Kano je predstavio džudogi kakav poznajemo i danas, te su se počeli upotrebljavati pojasevi, za početak samo bijeli i crni. Pojasevi druge boje su došli u upotrebu tek kad se džudo počeo prakticirati izvan Japana. Mikonosuke Kawaishi je počeo podučavati džudo u Parizu i uvidio je da učenici na zapadu brže napreduju kada imaju razne boje pojaseva kao vizualni dokaz svoga znanja.

## Tehnike
Natjecateljski džudo se većinom bazira na tehnikama bacanjima (Nage-waza), koje se dijele na ručne tehnike (Te-waza), bacanja preko kuka (Koshi-waza) i nožne tehnike (ashi-waza). Sastoji se i od tehnika u parteru (katame-waza) koje se dijele na držanja (Osaekomi-waza), gušenja (Shime-waza) i poluge na rukama (Kansetsu-waza). Parter je prilično zanemaren u natjecateljskom džudu jer se, zbog atraktivnosti, borbe prekidaju vrlo brzo ako jedan od natjecatelja ne napravi značajan napredak.
Tehnike džuda se na treningu uče radeći u prazno, s partnerom koji se "pušta" i u laganom sparingu s partnerom (randori).
Kao i u svim istočnjačkim vještinama tako i u džudo postoje kate. U Kodokan džudu ima sedam kata, iako postoje još nekoliko koje se prakticiraju. Ono što je u katama u džudu drugačije od ostalih borilačkih vještina je to što se kate rade s partnerom. Danas, kada je džudo popularan olimpijski šport i borilačka vještina, sve veća popularnost pridaje se upravo ovom drugom dijelu među kojim spadaju i kate. Naime, vježbanjem džuda kao vještine možemo se njime baviti bez dobnog ograničenja, dok je športski dio faza koja ima svoje granice. Zato Međunarodna džudo federacija (IFJ), sa svojim članicama aktivno radi na promicanju džudaške kulture u svim segmentima koje on sadrži.
Kate su zapisi određenih tehnika i principa na kojima su se tehnike izvodile i nastale a prema nekoj općoj podjeli možemo ih podijeliti u pet grupa:
1. Kate za učenje tehnika za randori i shiai
2. Kate za učenje principa
3. Kate za realnu borbu
4. Kate iz stare škole (džiju-džicu)
5. Kate nepriznate od strane Kodokana

## Pravila olimpijskog džuda
Džudaški meč održava se na mekanoj podlozi (Tatami), veličine u prosjeku 15x15 metara. Dva metra sa svake strane čine sigurnu zonu, ograničenu crvenom linijom. Izvan crvene linije nije dozvoljeno izvoditi bacanja. No ako bacanje započne unutar tatamija, a bačeni natjecatelj padne unutar sigurne zone, bacanje se smatra valjanim.
U meču se može pobijediti:
1. Bacanjem
2. U parteru (gušenjem, polugom i zahvatom držanja-duže od 25 sekundi)
3. Na bodove

### Pobjeda bacanjem
Ako protivnika bacimo na leđa s razumnom količinom snage, zaradili smo Ippon i istog trena pobjeđujemo. Ako ga bacimo s razumnom količinom snage ali bez potpune kontrole bacanja, a protivnik padne djelomično na leđa, ili padne na bok, dobivamo Waza-ari.
Po novim pravilima (uvedenim 2017.), može se pobijediti uz 2 Waza-ari-ja (waza-ari awasete ippon). Pobjeda se može ostvariti samo istekom vremena, odnosno pobjednik je onaj koji skupi više Waza-ari bodova u tijeku borbe. Na primjer, protivnik može imati tri Waza-arija te ga u zadnjih 10 sekundi natjecatelj baci na Ippon, i tada automatski gubi.

### Pobjeda u parteru
Ako ste bacili protivnika nekom tehnikom, no niste zaradili ippon, borbu možete nastaviti u parteru. Poanta je protivnikova leđa ili barem jedno rame kontrolirati odnosno priljepiti za tatami i držati ih tako: 20 sekundi (Ippon), 15 sekunde (Waza-ari).
Osim držanjem, u parteru se može pobijediti gušenjem ili polugom na ruci (U tom slučaju se protivnik izvlači iz zahvata tako da tri puta tapka po vama ili parteru i samim time, automatski gubi meč).
Bitno je napomenuti da je parter u ranim počecima džuda bio slabo razvijen i vježbao se jako malo. No nakon susreta s borcima Fusen-ryu škole džiju-džice, koja je bila poznata po borbi na tlu, u džudu se i taj način počinje razvijati. Nakon toga na natjecanjima se počinje sve više borbi završavati u parteru te Jigoro Kano uvodi pravilo gdje se omjer borbe u stojećem stavu (Tachi-waza) i parteru (Ne-waza), iznosi 70/30% u korist borbe u stojećem stavu. No, neke škole i dalje nastavljaju stavljati težište na parter, jer je to na neki način u istinskom duhu Bushida (Kodeks samuraja), jer borba traje do predaje protivnika. Tu je najpoznatija škola Kosen Judo, koja je u svojoj formi, temelj današnje brazilske džiju-džicu i u tehničkom smislu između njih gotovo da i nema neke razlike.
No pogrešno je misliti da u džudu kao natjecanju parter zauzima sporednu ulogu ili pak da su borci u džudu slabi u parteru. Tehnički, nema nikakve razlike s borbama u Brazilskoj džiju-džici, jer je tehnika identična. No, razlika je u tome što se džudaška borba prekida, ako se u parteru ne vidi neki progres u tehnici (obično kada jedan natjecatelj želi zbog boljeg rezultata "potrošiti" što više vremena), te ako dođe do pozicije kada nijedan natjecatelj ne pokušavaju izvesti nikakvu akciju (mrtva pozicija).
Treba priznati da se razvojem Brazilskog džiju-džicua, mnoge tehnike koje su pomalo počele padati u zaborav, danas ponovo vježbaju i plasiraju te je u današnje vrijeme čest slučaj da se ove dvije vještine u mnogočemu nadopunjuju.

### Pobjeda na bodove
Ako dođe do toga da niti jedan borac nakon isteka vremena nije zaradio ippon, a svatko ima istu količinu waza-arija (ili nitko ih uopće nema), borba se nastavlja zlatnim bodom, odnosno borba se nastavlja dok jedan natjecatelj ne baci protivnika na bilo kakvo bacanje, tj. prvi pobjeđuje onaj koji prvi zaradi bodove. Ako jedan protivnik ima jedan shido (kaznu), a drugi nema, borba se svejedno nastavlja u zlatni bod. Na primjer, natjecatelj A ima jedan shido, a natjecatelj B nema shido-a. Vrijeme istekne, ali borba ide u zlatni bod (ako nitko nema Waza-arije ili ih imaju jednako). Ako u zlatnom bodu natjecatelj B dobije shido, on ne gubi jer su tada obojica na jednom shido-u, znači potreban je poen razlike za pobjedu. Natjecatelj B bi izgubio ako bi u zlatnom bodu dobio 2 shido-a dakle, natjecatelj A ako bi dobio jedan. Naravno, ako netko u međuvremenu napravi bacanje za poen, on pobjeđuje. Zlatni bod ima neograničeno vrijeme trajanja.

## Vanjske poveznice
- Croring Portal Dnevno najnovije informacije iz džudaškog svijeta
- Službena stranica KODOKANA
- Stranica s informacijama o džudu
- "Hrvatski judo savez"
- Rezultati na stranici JudoInside.com